# Jean-Michel Richeux
Jean-Michel Richeux (nascido em 9 de novembro de 1948) é um ex-ciclista francês que participou nos Jogos Olímpicos de Verão de 1976 em Montreal, onde terminou em vigésimo lugar na corrida de 100 km contrarrelógio por equipes.